# Maatschappij tot Aanleg en Exploitatie van Laagspanningsnetten

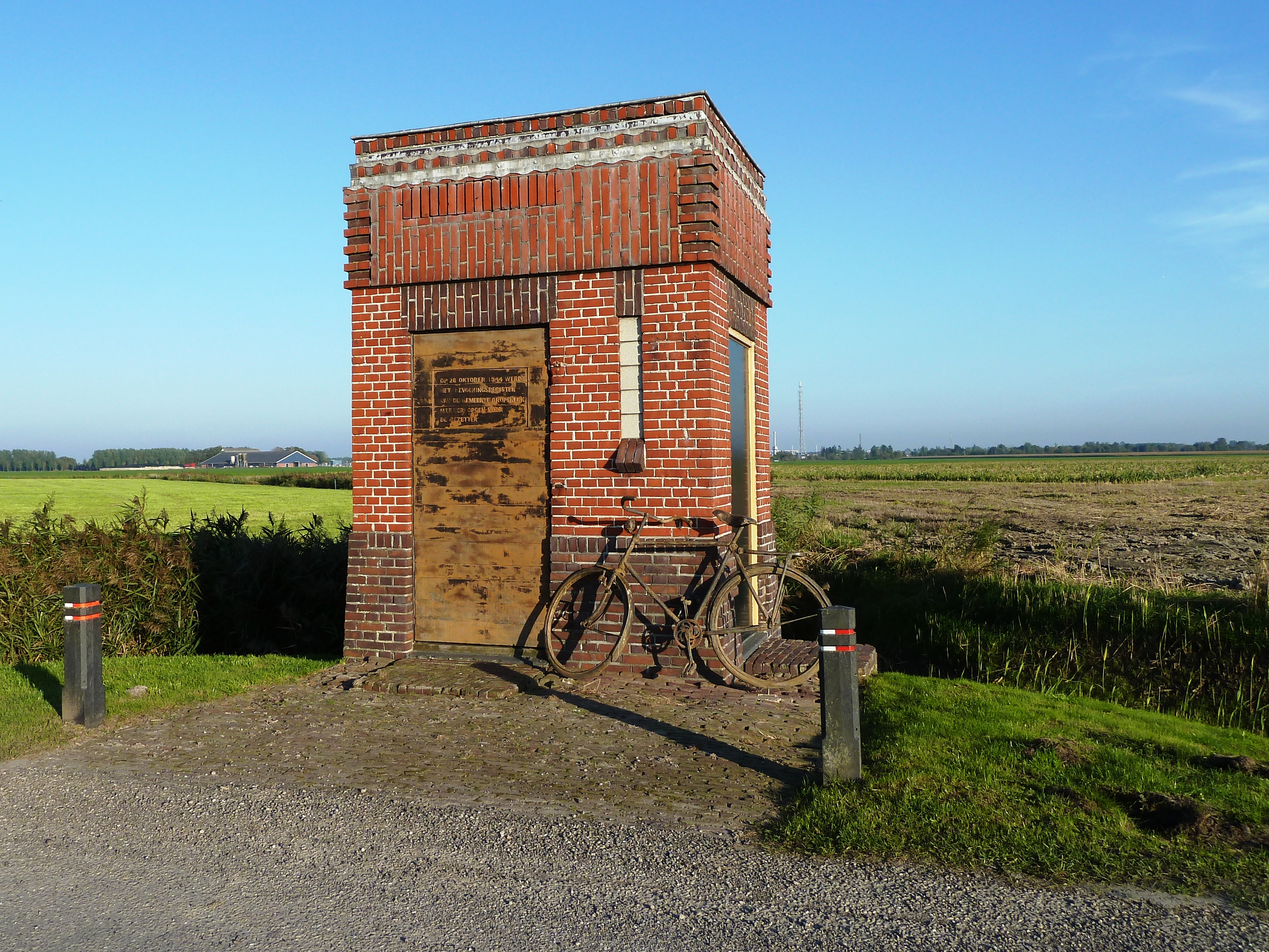
Het transformatorhuisje nabij Grijpskerk, voorheen in gebruik bij de Laagspanningsnetten.

De N.V. Maatschappij tot Aanleg en Exploitatie van Laagspanningsnetten ('de Laagspanningsnetten') is een voormalig elektriciteitsbedrijf in de Nederlandse provincies Groningen en Drenthe, opgericht in 1913. Het bedrijf, waarin gemeenten uit Groningen en Drenthe deelnamen, verzorgde de distributie van elektriciteit van het eveneens in die tijd opgerichte Groningse PEB naar de gemeenten. De gemeente Groningen nam geen deel in de maatschappij: men wilde daar de elektriciteitsvoorziening in eigen hand houden. In 1920 verzorgde het bedrijf de levering van elektriciteit in 51 gemeenten uit Groningen en Drenthe. In 1967 fuseerde het bedrijf met het PEB tot EGD, het Elektriciteitsbedrijf (later: Energiebedrijf) voor Groningen en Drenthe.